# Лангенлонсхајм
Лангенлонсхајм (њем. Langenlonsheim) општина је у њемачкој савезној држави Рајна-Палатинат. Једно је од 119 општинских средишта округа Бад Кројцнах. Према процјени из 2010. у општини је живјело 3.682 становника. Посједује регионалну шифру (AGS) 7133054.

## Географски и демографски подаци
Лангенлонсхајм се налази у савезној држави Рајна-Палатинат у округу Бад Кројцнах. Општина се налази на надморској висини од 160 метара. Површина општине износи 11,9 km². У самом мјесту је, према процјени из 2010. године, живјело 3.682 становника. Просјечна густина становништва износи 309 становника/km².

## Међународна сарадња
| Мјесто | Држава               | Врста сарадње | Од    |
| ------ | -------------------- | ------------- | ----- |
| Потон  | Уједињено Краљевство | партнерство   | 1986. |
| Извор  |                      |               |       |